# Beaudricourt
 Beaudricourt  es una población y comuna francesa, situada en la región de Norte-Paso de Calais, departamento de Paso de Calais, en el distrito de Arras y cantón de Avesnes-le-Comte.

## Demografía
| 141 | 124 | 100 | 97 | 92 | 92 |
| Para los censos de 1962 a 1999 la población legal corresponde a la población sin duplicidades (Fuente: INSEE [Consultar]) |     |     |    |    |    |